# Pequizeiro
Pequizeiro is een gemeente in de Braziliaanse deelstaat Tocantins. De gemeente telt 4.971 inwoners (schatting 2009).